# Kleidotoma nigra
Kleidotoma nigra är en stekelart som först beskrevs av Hartig 1840.  Kleidotoma nigra ingår i släktet Kleidotoma, och familjen glattsteklar. Arten är reproducerande i Sverige.